# 膿精液症
膿精液症（Pyospermia）または白血球精液症（Leucospermia）とは、射精した精液中に白血球が100万/mL以上観察される状態である。赤血球が含まれる場合は血精液症と呼ばれる。尿道炎に伴う膿漏とは異なる。
膿精液症では精子濃度は正常であるが、精子運動率が低く、精子奇形率が高い傾向にある。
膿精液症の原因としては、前立腺炎、精嚢炎などの細菌性副性器感染症が考えられる。